# Mesoleptus inclinator
Mesoleptus inclinator är en stekelart som beskrevs av Schiodte 1839. Mesoleptus inclinator ingår i släktet Mesoleptus och familjen brokparasitsteklar. Inga underarter finns listade i Catalogue of Life.